# Cyrtandra macrantha
Cyrtandra macrantha är en tvåhjärtbladig växtart som beskrevs av Charles Baron Clarke. Cyrtandra macrantha ingår i släktet Cyrtandra och familjen Gesneriaceae. Inga underarter finns listade i Catalogue of Life.